# The Best FIFA Football Awards 2018
3-я церемония вручения наград премии «The Best FIFA Football Awards»

24 сентября 2018 года
The Best FIFA Men’s Player: 

 Лука Модрич
The Best FIFA Women’s Player: 

 Марта
The Best FIFA Men’s Goalkeeper: 

 Тибо Куртуа
The Best FIFA Men’s Coach: 

 Дидье Дешам
The Best FIFA Women’s Coach: 

 Рейнальд Педрос
FIFA Puskás Award: 

 Мохаммед Салах
FIFA Fair Play Award: 

 Леннарт Ти 
< 2-я Церемонии вручения 4-я >
The Best FIFA Football Awards 2018 — третья ежегодная церемония вручения наград The Best FIFA Football Awards, которая прошла 24 сентября 2018 года в Лондоне.

## Номинации

### The Best FIFA Men’s Player
24 июля 2018 года было отобрано 10 футболистов, которые попали в итоговый список из претендентов на награду The Best FIFA Men’s Player. Из них в начале сентября по результатам голосования были определены три финальных номинанта. В итоге награду выиграл хорват Лука Модрич.
| Место            | Игрок             | Команда(ы)              | Сборная    | Итого (%) |
| Финалисты        | Финалисты         | Финалисты               | Финалисты  | Финалисты |
| ---------------- | ----------------- | ----------------------- | ---------- | --------- |
| 1                | Лука Модрич       | Реал Мадрид             | Хорватия   | 29.05%    |
| 2                | Криштиану Роналду | - Реал Мадрид - Ювентус | Португалия | 19.08%    |
| 3                | Мохаммед Салах    | Ливерпуль               | Египет     | 11.23%    |
| Прочие номинанты |                   |                         |            |           |
| 4                | Килиан Мбаппе     | Пари Сен-Жермен         | Франция    | 10.52%    |
| 5                | Лионель Месси     | Барселона               | Аргентина  | 9.81%     |
| 6                | Антуан Гризманн   | Атлетико Мадрид         | Франция    | 6.69%     |
| 7                | Эден Азар         | Челси                   | Бельгия    | 5.65%     |
| 8                | Кевин Де Брёйне   | Манчестер Сити          | Бельгия    | 3.54%     |
| 9                | Рафаэль Варан     | Реал Мадрид             | Франция    | 3.45%     |
| 10               | Гарри Кейн        | Тоттенхэм Хотспур       | Англия     | 0.98%     |

Все номинанты в этом списке были выбраны специально созданной комиссией, в которую входили:
- Сами Аль-Джабир
- Эммануэль Амунеке
- Чха Бом Гын
- Фабио Капелло
- Дидье Дрогба
- Кака
- Фрэнк Лэмпард
- Лотар Маттеус
- Алессандро Неста
- Карлос Альберто Паррейра
- Роналдо
- Энди Роксбург
- Уинтон Руфер

### The Best FIFA Goalkeeper
В начале сентября 2018 года были объявлены имена трёх претендентов на награду The Best FIFA Goalkeeper
| Место     | Игрок           | Команда(ы)        | Сборная   |           |
| Финалисты | Финалисты       | Финалисты         | Финалисты | Финалисты |
| --------- | --------------- | ----------------- | --------- | --------- |
| 1         | Тибо Куртуа     | Челси             | Бельгия   |           |
| —         | Уго Льорис      | Тоттенхэм Хотспур | Франция   |           |
| —         | Каспер Шмейхель | Лестер Сити       | Дания     |           |

Все номинанты в этом списке были выбраны специально созданной комиссией, в которую входили:
- Алессандро Альтобелли
- Витор Баия
- Гордон Бэнкс
- Хорхе Кампос
- Ринат Дасаев
- Диего Форлан
- Рене Игита
- Фредерик Кануте
- Петер Шмейхель
- Марк Шварцер

### The Best FIFA Men’s Coach
В июле 2018 года был представлен список из 11 тренеров, которые стали номинантами на эту награду, из которых выбрали троих финалистов. В итоге обладателем приза стал Дидье Дешам, набравший более 30% голосов
| Место            | Тренер               | Команда(ы)      | Итого (%) |           |
| Финалисты        | Финалисты            | Финалисты       | Финалисты | Финалисты |
| ---------------- | -------------------- | --------------- | --------- | --------- |
| 1                | Дидье Дешам          | Франция         | 30.52%    |           |
| 2                | Зинедин Зидан        | Реал Мадрид     | 25.74%    |           |
| 3                | Златко Далич         | Хорватия        | 11.81%    |           |
| Прочие номинанты |                      |                 |           |           |
| 4                | Пеп Гвардиола        | Манчестер Сити  | 11.46%    |           |
| 5                | Юрген Клопп          | Ливерпуль       | 7.18%     |           |
| 6                | Диего Симеоне        | Атлетико Мадрид | 3.23%     |           |
| 7                | Роберто Мартинес     | Бельгия         | 2.61%     |           |
| 8                | Эрнесто Вальверде    | Барселона       | 2.39%     |           |
| 9                | Станислав Черчесов   | Россия          | 2.14%     |           |
| 10               | Гарет Саутгейт       | Англия          | 1.57%     |           |
| 11               | Массимилиано Аллегри | Ювентус         | 1.35%     |           |

### The Best FIFA Women’s Player
| Место     | Игрок            | Команда(ы)    | Сборная   | Итого (%) |
| Финалисты | Финалисты        | Финалисты     | Финалисты | Финалисты |
| --------- | ---------------- | ------------- | --------- | --------- |
| 1         | Марта            | Орландо Прайд | Бразилия  | 14.73%    |
| 2         | Дженифер Марожан | Олимпик Лион  | Германия  | 12.86%    |
| 3         | Ада Хегерберг    | Олимпик Лион  | Норвегия  | 12.60%    |

### The Best FIFA Women’s Coach
| Место     | Тренер          | Команда(ы)   | Итого (%) |           |
| Финалисты | Финалисты       | Финалисты    | Финалисты | Финалисты |
| --------- | --------------- | ------------ | --------- | --------- |
| 1         | Рейнальд Педрос | Олимпик Лион | 23.15%    |           |
| 2         | Сарина Вигман   | Нидерланды   | 15.31%    |           |
| 3         | Асако Такатура  | Япония       | 12.80%    |           |

### FIFA Fair Play Award
| Победитель | Причина                                                                               |
| ---------- | ------------------------------------------------------------------------------------- |
| Леннарт Ти | Пропуск матча чемпионата Нидерландов из-за сдачи крови для помощи больному лейкемией. |

### Премия ФИФА имени Ференца Пушкаша
Мохаммед Салах выиграл награду, набрав 38% голосов. В голосовании мог принять участие любой человек, зарегистрированный на официальном сайте ФИФА.
| Место                   | Игрок                                 | Матч                                | Соревнования                | Дата                 | Итог (%)  |           |
| Финалисты               | Финалисты                             | Финалисты                           | Финалисты                   | Финалисты            | Финалисты | Финалисты |
| ----------------------- | ------------------------------------- | ----------------------------------- | --------------------------- | -------------------- | --------- | --------- |
| 1                       | Мохаммед Салах                        | Ливерпуль — Эвертон                 | Чемпионат Англии 2017/18    | 10 декабря 2017 года | 38%       |           |
| 2                       | Криштиану Роналду                     | Ювентус — Реал Мадрид               | Лига чемпионов УЕФА 2017/18 | 3 апреля 2018 года   | 22%       |           |
| 3                       | Джорджиан Де Арраскаэта               | Крузейро — Америка Минейро          | Лига Минейро 2018           | 4 февраля 2018 года  | 17%       |           |
| Прочие номинанты        |                                       |                                     |                             |                      |           |           |
|                         | Гарет Бейл                            | Реал Мадрид — Ливерпуль             | Лига чемпионов УЕФА 2017/18 | 26 мая 2018 года     | —         |           |
| Денис Черышев           | Россия — Хорватия                     | Чемпионат мира 2018                 | 7 июля 2018 года            |                      | —         |           |
| Лазарос Христодулопулос | АЕК — Олимпиакос                      | Чемпионат Греции по футболу 2017/18 | 24 сентября 2017 года       |                      | —         |           |
| Райли Макгри            | Ньюкасл Юнайтед Джетс — Мельбурн Сити | Чемпионат Австралии 2017/18         | 27 апреля 2018 года         |                      | —         |           |

### Сборная сезона FIFPro
| Игрок             | Команда(ы)              |
| Вратарь           | Вратарь                 |
| ----------------- | ----------------------- |
| Давид Де Хеа      | Манчестер Юнайтед       |
| Защитники         |                         |
| Дани Алвес        | Пари Сен-Жермен         |
| Рафаэль Варан     | Реал Мадрид             |
| Серхио Рамос      | Реал Мадрид             |
| Марсело           | Реал Мадрид             |
| Полузащитники     |                         |
| Лука Модрич       | Реал Мадрид             |
| Н’Голо Канте      | Челси                   |
| Эден Азар         | Челси                   |
| Нападающие        |                         |
| Килиан Мбаппе     | Пари Сен-Жермен         |
| Лионель Месси     | Барселона               |
| Криштиану Роналду | - Реал Мадрид - Ювентус |